# Zelandès
El zelandès (en zelandès Zeêuws, neerlandès Zeeuws) és una llengua parlada als Països Baixos, a la província de Zelanda i a l'illa de Goeree-Overflakkee (província d'Holanda del Sud). Habitualment és considerada com un dialecte del flamenc occidental; el zelandès presenta diferències notables amb el flamenc, principalment a nivell de pronunciació, però també en gramàtica i vocabulari, que les conduïx a diferenciar-se clarament i a fer difícil la comprensió dels parlants de flamenc que no estan familiaritzats amb aquesta «variant» regional. El zelandès està relacionat amb idiomes com el frisó, l'escocès i l'anglès.

## Història
El zelandès antic compartia diverses característiques amb el frisó. Des del segle xvii hi ha hagut una forta influència del neerlandès d'Holanda, gran part de les característiques compartides amb el frisó han estat substituïdes per característiques holandeses. Actualment l'idioma és una llengua regional de transició, amb dialectes homogenis. L'homogeneïtat dels dialectes fa que algú de l'illa de Schouwen, pugui parlar fàcilment amb un francòfon de Flandes. Però quan una persona de Schouwen parla el seu propi dialecte a algú de Rotterdam, una ciutat holandesa tot just a 30 km de Schouwen, no l'entendrà.
En l'edat mitjana el zelandès (zeeuws) (després anomenat Zeesch) era el nom de la llengua costanera de Zelanda i de Flandes Occidental. Actualment només designa als dialectes parlats a la província de Zelanda Actualment més i més gent pensa que el zelandès hauria de ser protegit atès que hi ha una gran influència holandesa. Molta gent considera que el zelandès hauria de ser declarada oficialment com a llengua regional 

## Origen
El zelandès és un idioma regional de transició entre l'holandès i el flamenc occidental. En l'edat mitjana i als començaments de l'edat moderna va ser reclamada pel comtat d'Holanda i pel comtat de Flandes, i l'àrea va ser exposada a aquesta dues direccions. Els dialectes mostren clarament un increment gradual dels elements holandesos a mesura que ens allunyem del sud.

## Diferències

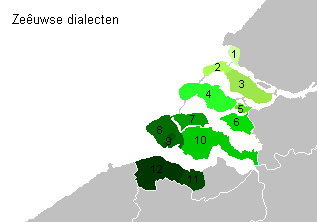
Àrea de distribució dels dialectes zelandesos :
1. Oostvoorns; 2. Goerees; 3. Flakkees ;
4. Schouwen-Duivelands; 5. Philipslands; 6. Thools ;
7. Noord-Bevelands; 8. Walchers; 9. Burgerzeeuws ;
10. Zuid-Bevelands; 11. Land-van-Axels ;
12. Land-van-Cadzands

Les principals diferències amb l'neerlandès estàndard són les següents: el zelandès té tres en comptes de dos gèneres gramaticals, com a resultat de retenir les schwa finals en paraules femenines, manté els sons [i] i [y] escrits respectivament ij i ui en comptes transformar-los en [ɛi] i [œy]; canvia les [aː]s a les [ɛː]s; els sons de l'antic germànic [ai] i [au] es transformen en diftongs ([eə] i [ɔə]), mentre que l'holandès conserva juntes les lletres i i o (juntes); i finalment elimina la h del final del paraula. La següent taula mostra les diferències (l'ortografia és l'holandesa) 
| Zelandès    | Holandès  |
| d'n boer    | de boer   |
| de boerinne | de boerin |
| uus         | huis      |
| kieke(n)    | kijken    |
| tweê        | twee      |
| oôd         | hoofd     |

## Dialectes
La província de Zelanda està constituïda per diverses illes que van ser difícils d'unir fins ben entrat el segle xx. Com a resultat, hi ha un dialecte per illa. Els diferents dialectes es diferencien, però lleugerament. El dialecte de Goeree-Overflakkee, no elimina la h, i els dialectes Walcheren i Zuid-Beveland pronuncien paraules de diferent manera que els dialectes del nord-est. (per exemple: beuter bøtər] diferent que boter [botər]. Fins i tot en els mateixos dialectes insulares pot haver diferències, els parlants nadius poden afirmar que en el seu poble (o fins i tot en la seva pròpia illa), pot ser que es dirigeixin a una persona i aquesta parli un dialecte específic, encara que les diferències són imperceptibles per als forans.
La regió Flandes zelandès conté dialectes que fora són anomenats amb la definició de zelandès, però han de ser considerats dialectes del flamenc occidental i del flamenc oriental. Els dialectes del flamenc occidental en aquesta regió, potser, encara segueixen sent comunament denominats zelandès. A continuació la llista de dialectes del zelandès: 

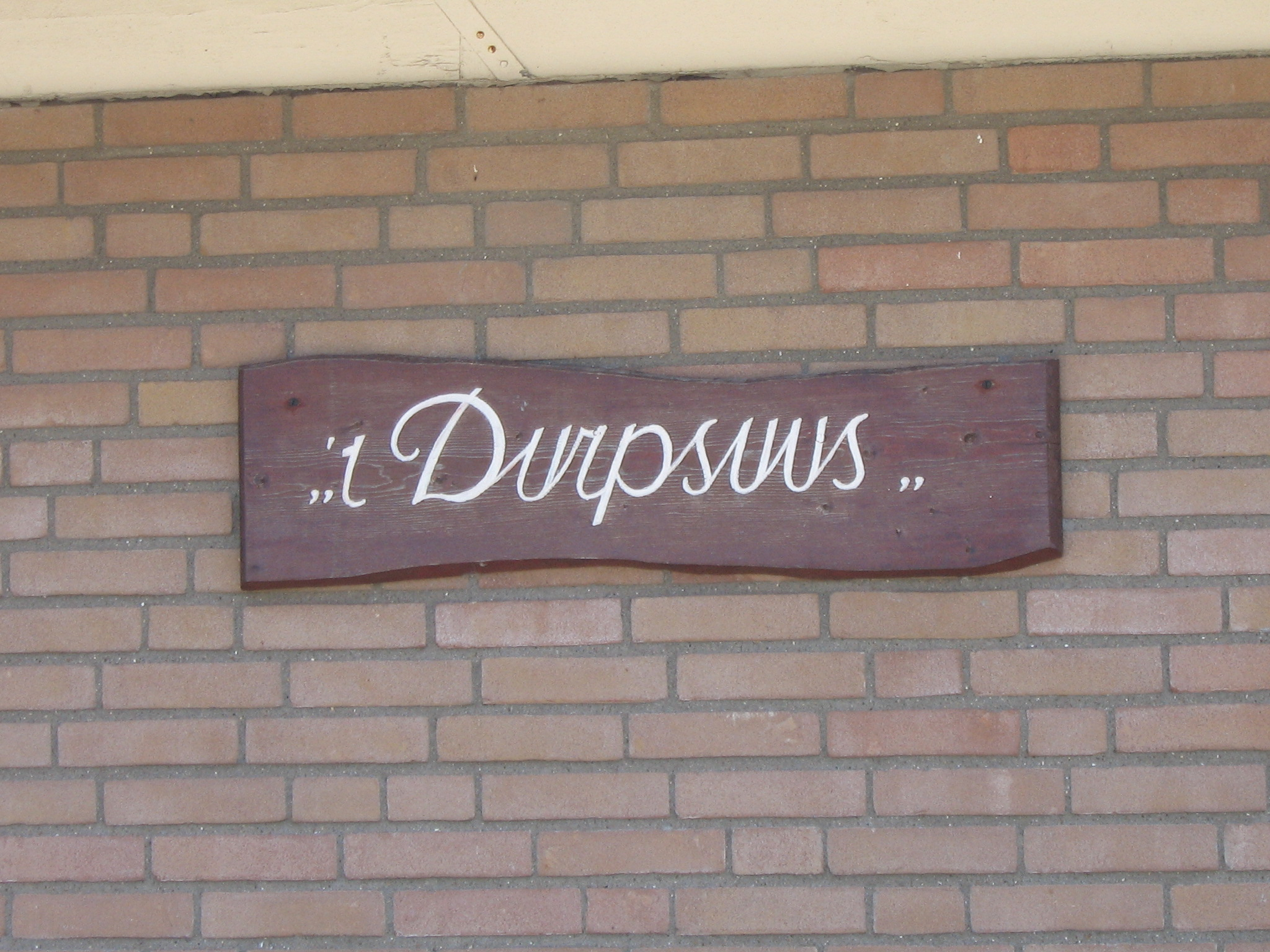
Indicació a Nissen

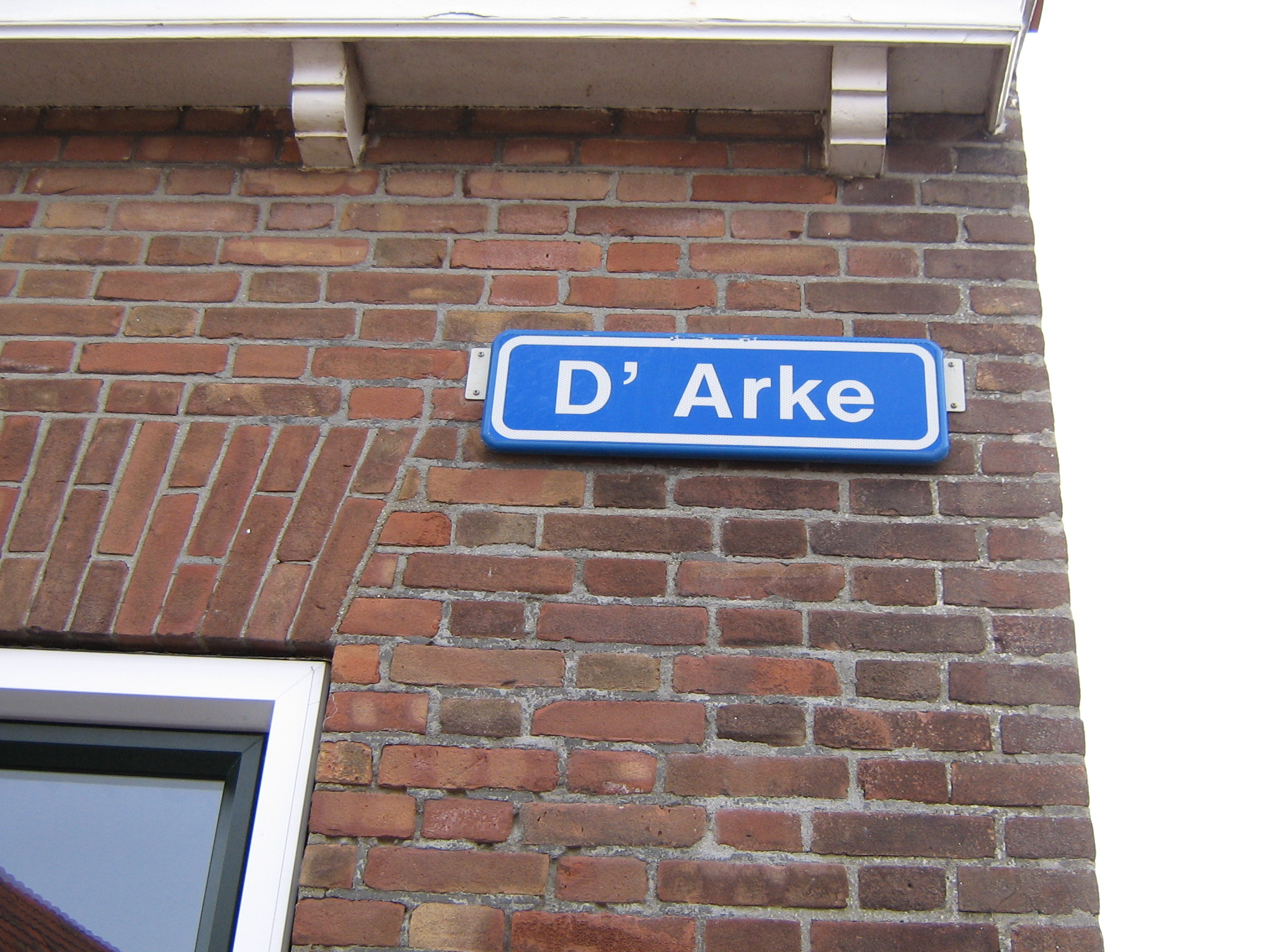
Nom de carrer en zelandès a Westkapelle

- Svores. Parlat a Oostvoorne a la provincia d'Holanda del Sud
- Goereês. Parlat a la provincia d'Holanda del Sud
- Flakkees. Parlat a la provincia d'Holanda del Sud
- Flupands. Parlat a St Philipsland
- Thools
- Schouws
- Duvelands
- Noord-Bevelands
- Zuud-Bevelands
- Walchers
- West-Zeêuws-Vlaoms
- Land-van-Axels

Aquests no són els únics dialectes, atès que molts pobles i ciutats tenen la seva pròpia parla. Aquests dialectes només es diferencien lleugerament de la resta. A l'illa de Wacheren, per exemple, la gent anciana és capaç de localitzar parlants en el seu propi dialecte. Però molts dialectes locals han sobreviscut. Pobles costaners com Ouddorp, Bruinisse, Yerseke, Arnemuiden i Westkapelle, encara tenen característiques pròpies i els parlants usen el seu dialecte amb orgull. Els dialectes urbans de Zelanda, parlats a Middelburg i Vlissingen, es diferencien bastant dels dialectes rurals de Zelanda. Els dialectes de Zierikzee, Goes, Veere, Tholen, Oostburg, Axel i Terneuzen mostren menys diferències amb els dialectes rurals. Més cap al sud la llengua es torna més propera al flamenc occidental. Els dialectes de l'oest del Flandes zelandès són bàsicament dialectes del flamenc occidental, un pot adonar-se que el neerlandès estàndard ha modificat el zelandès. Molt del vocabulari original, encara molt usat a Flandes Occidental (on la influència de l'holandès és molt recent). En la resta pot estar pràcticament perdut.

## Parlants
A Zelanda gairebé el 60% de la població parla el zelandès (250.000 parlants aproximadament). La resta de la població de Zelanda té en el pitjor dels casos un coneixement passiu de la llengua. La llengua encara és força viva a Zuid-Beveland, a Goeree, Duiveland i l'oest de Zelanda. En pobles com Bruinisse, Arnemuiden, i Westkapelle (on més del 90% de la població per sota dels 20 anys té el zelandès com a llengua materna) i a molts pobles de l'oest de Zeeuws-Vlaanderen, el zelandès encara és la llengua dominant a moltes àrees lingüístiques, de vegades fins i tot és l'única llengua usada als supermercats. A Flandes Occidental fins i tot el 90% de la població parla el flamenc occidental (al voltant d'un milió de parlants)

## Activitat
Especialment a la part oest de Zuid-Beveland, una gran part de la població escriu, parla, veu teatre, i escolta musica en zelandès. A Walcheren és també un lloc ideal per al zelandès. La gent no l'usa tant per a propòsits culturals, però hi ha una gran quantitat de llibres i revistes escrites en zelandès, aquestes són bastant populars a Walcheren. En Zeeuws-Walderen no hi ha tant interès pel zelandès i fins i tot menys a Flandes Occidental.

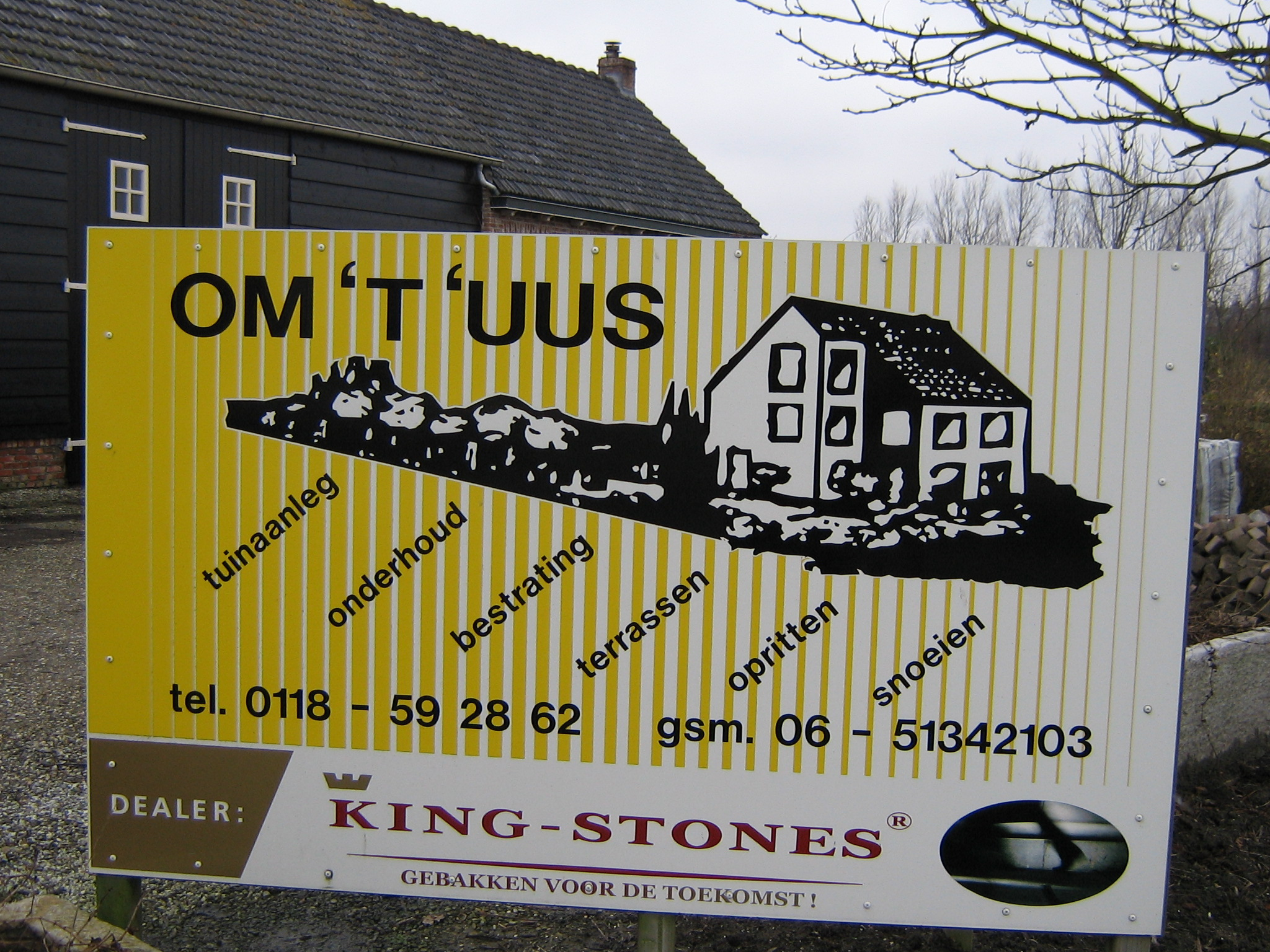
Cartell privat amb nom en zelandès

## Infraestructures
Comparada amb les altres regions, el zelandès és bastant ignorat pels governs locals i pel govern regional. I tampoc hi ha gaires esforços per a canviar aquesta situació. No obstant això, iniciatives privades han aconseguit que hagi un diccionari zelandès-neerlandès, un cdrom amb diccionari parlant, una revista en zelandès i més projectes petits. Les úniques organitzacions que han intentat promoure l'idioma són Zuudwest 7 (publicadora de la revista Noe), Col·legi i Dialecte (que està treballant en projectes educatius a petita escala) i el Zeeuwsche Vereniging voor Dialectonderzoek. A Flandes Occidental, fins i tot la situació és pitjor, encara que les opcions de supervivència de l'idioma són millors que les de Zelanda. Gràcies a les iniciatives privades un pot aprendre l'idioma.

## Vocabulari
- d'n boer: el granger
- de boerinne: la dona del granger
- uus: casa
- kieke(n): mirar
- tweê: dos
- oôd: cap